# Jácome Ratton
Jácome Ratton (França, 7 de juliol de 1736 - Lisboa, c. 1821-1822), industrial i comerciant luso-francès del segle xviii i inici del segle xix.
Vingué encara jove cap a Portugal, on ja hi tenia familiars (un oncle seu mantenia activitat mercantil a Porto). El 1758 es casà amb una filla del cònsol francès de Portugal, i el 1762, durant la Guerra dels Set Anys, aconseguí la nacionalitat portuguesa.
En el quadre de les polítiques de foment industrial pombalí, el 1764 projectà una fàbrica de tinta i una altra de paper, a Elvas i Lisboa; al mateix temps invertia en l'exploració de salines d'Alcochete i a la plantació d'arbres exòtics a Portugal (ell fou el responsable de la introducció de l'eucaliptus allà).
El 1789 fundà una fàbrica de fabricació de cotó a Tomar, la primera del país a utilitzar la nova tecnologia de la revolució industrial - la màquina de vapor.
Per la seva intensa activitat en benefici del regne, rebé el grau de cavaller de l'Orde de Crist.
Amb l'inici de les Invasions Franceses (1807), fou detingut per sospitós de col·laboracionisme amb els ocupants, i connotat amb els revolucionaris jacobins; fou pres a São Julião da Barra, i d'allà el portaren a l'illa Terceira, on finalment fou enviat a Anglaterra, on s'exilià fins al 1816.
De retorn a Lisboa, hi morí prop del 1821 o 1822. El barri de Lisboa de Rato prové del seu cognom Ratton.